# Sweet Carol
Mariane Carolina Rossi (Itapira, 10 de julho de 1993), mais conhecida como Sweet Carol, é uma criadora de conteúdo no YouTube brasileira que passou a ganhar reconhecimento ao criar vídeos de ASMR. Seu canal tem como foco vídeos estimulantes e para dormir, que por meio de sinais visuais e sonoros, conseguem criar uma atmosfera hipnótica e possuem como objetivo levar ao sono. Atualmente, seu canal é o maior do gênero no Brasil.

## Biografia
Mariane Carolina Rossi, nascida em Itapira, é formada em enfermagem, sem nunca ter atuado na profissão, e comissária de bordo. Ela possui o canal "Sweet Carol Mix", que criou em separado do canal principal, assim podendo focar em vlogs e assuntos de sua vida pessoal.

## Carreira
Carol descreve que sentiu o ASMR pela primeira vez quando criança, em uma loja de brinquedos. Ela entrou no YouTube em 2009, mas seu canal atual só foi criado em 2012 e inicialmente seu conteúdo tratava-se de maquiagem, moda e comportamento, tendo sido criado para passar por um período difícil em sua juventude. Porém, ao descobrir o ASMR em 2015 após uma pergunta de uma seguidora, ela passou a criar vídeos relacionados ao tema.

## Vida pessoal
Em novembro de 2022, Carol se casou com Rodrigo Piza (também conhecido como Him). Em março de 2024, anunciou a separação. Em um vídeo publicado em 1º de abril do mesmo ano em seu canal secundário "Sweet Carol Mix", ela revela que estava sendo grampeada pelo ex-marido. Em imagens e vídeos divulgados por Carol, o rastreador de veículos contava com escuta e mostrava também sua localização em tempo real. A influenciadora alega que o aparelho foi colocado após o término.

## Reconhecimento
Devido a repercussão de seu trabalho, em 2016 e 2017, ela foi entrevistada no extinto Encontro com Fátima Bernardes, em 2018 e 2020, foi entrevistada no The Noite com Danilo Gentili; logo, em 2021, já possuía mais de 2 milhões de inscritos em seu canal. Ela também foi entrevistada pela Rádio Gazeta, Capricho, Diário do Nordeste, tendo sido tema no Balanço Geral e na Câmera Record. Devido ao sucesso no YouTube, a plataforma passou a ser seu trabalho principal e conforme o jornal Público, é considerada uma das pioneiras da técnica no Brasil.
Seu trabalho já foi abordado em obras acadêmicas: a pesquisadora Shayane Marques Zica, da Universidade de Brasília, em seu trabalho de conclusão de curso, disse que o canal é o mais famoso sobre o tema no Brasil. Além disso, um vídeo de seu canal foi analisado por Felipe Gue Martini, do Centro Universitário da Serra Gaúcha.
Em 2022, um trecho de seu vídeo que simulava o nascimento de um feto usando uma boneca realista, foi utilizado em uma notícia falsa sobre clonagem humana, algo desmentido pela agência de checagem da AFP.

## Livro
- Rossi, Mariane Carolina (2018).  Piza, Rodrigo, ed. Sweet Carol: Nem Sempre a Vida foi Doce. [S.l.]: Inova. 144 páginas. ISBN 978-8592526047. OL 26625745M

## Discografia
- Álbuns - Sweet Carol - Mystic • 2018[29]